# Pandemia di COVID-19 ad Akrotiri e Dhekelia

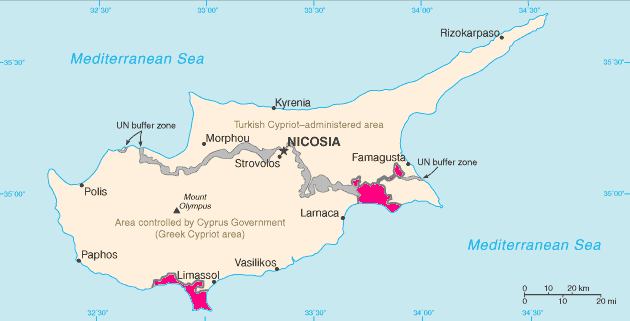
I distretti di Akrotiri e Dhekelia (in rosso), sull'isola di Cipro

La pandemia di COVID-19 ad Akrotiri e Dhekelia è iniziata, con i primi due casi confermati, il 15 marzo 2020.

## Antefatti
Il 12 gennaio 2020, l'Organizzazione mondiale della sanità (OMS) ha confermato che un nuovo coronavirus era la causa di una nuova infezione polmonare che aveva colpito diversi abitanti della città di Wuhan, nella provincia cinese dell'Hubei, il cui caso era stato portato all'attenzione dell'OMS il 31 dicembre 2019.
Sebbene nel tempo il tasso di mortalità della COVID-19 si sia rivelato decisamente più basso di quello dell'epidemia di SARS che aveva imperversato nel 2003, la trasmissione del virus SARS-CoV-2, alla base della COVID-19, è risultata essere molto più ampia di quella del precedente virus del 2003, e ha portato a un numero totale di morti molto più elevato.

## Cronologia

### Marzo 2020
Il 13 marzo Cipro ha implementato una regola di autoisolamento di 14 giorni per tutte le persone che viaggiano dal Regno Unito. Questa misura include gli arrivi dal Regno Unito in viaggio verso le basi sovrane di Akrotiri e Dhekelia. Diverse persone si sono autoisolate all'interno delle basi e sono state sottoposte a test. Tutte le attività sportive, le visite e gli esercizi non essenziali all'interno delle basi sono stati cancellati, nel tentativo di ridurre il numero di visitatori esterni.
Il 15 marzo sono stati confermati i primi due casi ad Akrotiri e Dhekelia, entrambi membri delle forze armate britanniche con base permanente presso la RAF Akrotiri. Sono arrivati all'aeroporto di Pafo il 13 marzo. Si sono autoisolati e sono risultati positivi al test dopo aver sviluppato sintomi lievi. Immediatamente dopo, l'Unità sanitaria dei servizi comuni BFC ha iniziato a rintracciare i contatti.
Il 18 marzo è stato confermato un terzo caso.

### Aprile 2020
Lo stesso giorno, le basi hanno annunciato che tutte e sei le scuole di Akrotiri e Dhekelia sarebbero state chiuse fino al 20 aprile 2020.